# Chipre nos Jogos Olímpicos de Verão de 2000
Chipre participou dos Jogos Olímpicos de Verão de 2000, realizados em Sydney, na Austrália. 
Foi a sexta aparição do país nos Jogos Olímpicos, onde foi representado por 22 atletas, sendo 17 deles homens e cinco mulheres, que competiram em quatro esportes.

## Competidores
Esta foi a participação por modalidade nesta edição:
| Esporte   | Masculino | Feminino | Total |
| --------- | --------- | -------- | ----- |
| Atletismo | 9         | 1        | 10    |
| Natação   | 4         | 3        | 7     |
| Tiro      | 2         | 1        | 3     |
| Vela      | 2         | 0        | 2     |
| Total     | 17        | 5        | 22    |

## Desempenho

### Atletismo
Masculino
Eventos de pista
| Atleta                                                                      | Evento              | Eliminatórias | Eliminatórias | Quartas de final | Quartas de final | Semifinal   | Semifinal   | Final       | Final       | Ref.  |
| Atleta                                                                      | Evento              | Tempo         | Pos.          | Tempo            | Pos.             | Tempo       | Pos.        | Tempo       | Pos.        | Ref.  |
| --------------------------------------------------------------------------- | ------------------- | ------------- | ------------- | ---------------- | ---------------- | ----------- | ----------- | ----------- | ----------- | ----- |
| Anninos Marcoullides                                                        | 100 m               | 10.32 q       | 6º/bat. 8     | 10.48            | 7º/bat. 5        | Não avançou | Não avançou | Não avançou | Não avançou | [ 3 ] |
| Anninos Marcoullides                                                        | 200 m               | 20.83 Q       | 2º/bat. 5     | 20.71            | 6º/bat. 4        | Não avançou | Não avançou | Não avançou | Não avançou | [ 4 ] |
| Evripides Demosthenous                                                      | 400 m               | DNF           | DNF           | Não avançou      | Não avançou      | Não avançou | Não avançou | Não avançou | Não avançou | [ 5 ] |
| Konstantinos Pochanis                                                       | 400 m c/barreiras   | 51.20         | 6º/bat. 6     | —                | —                | Não avançou | Não avançou | Não avançou | Não avançou | [ 6 ] |
| Stathis Stasi                                                               | 3000 m c/obstáculos | DNF           | DNF           | —                | —                | —           | —           | Não avançou | Não avançou | [ 7 ] |
| Prodromos Katsantonis Anninos Marcoullides Anthimos Rotos Yiannis Zisimides | Revezamento 4x100 m | 39.75         | 5º/bat. 1     | —                | —                | Não avançou | Não avançou | Não avançou | Não avançou | [ 8 ] |

Eventos de campo
| Atleta          | Evento         | Eliminatórias | Eliminatórias | Final       | Final       | Ref.  |
| Atleta          | Evento         | Marca         | Pos.          | Marca       | Pos.        | Ref.  |
| --------------- | -------------- | ------------- | ------------- | ----------- | ----------- | ----- |
| Photis Stephani | Salto com vara | NM            | NM            | Não avançou | Não avançou | [ 9 ] |

Evento combinado – Decatlo
| Atleta           | Evento | 100 m | SD   | AP    | SA  | 400 m | 110B | LDi | SV | LDa | 1500 m | Final | Pos. | Ref.   |
| ---------------- | ------ | ----- | ---- | ----- | --- | ----- | ---- | --- | -- | --- | ------ | ----- | ---- | ------ |
| Yeorgios Andreou | Result | 10,97 | 6.73 | 14.24 | DNS | –     | –    | –   | –  | –   | –      | DNF   | DNF  | [ 10 ] |
| Yeorgios Andreou | Pontos | 867   | 750  | 743   | 0   | –     | –    | –   | –  | –   | –      | DNF   | DNF  | [ 10 ] |

Feminino
Eventos de campo
| Atleta            | Evento          | Eliminatórias | Eliminatórias | Final       | Final       | Ref.   |
| Atleta            | Evento          | Marca         | Pos.          | Marca       | Pos.        | Ref.   |
| ----------------- | --------------- | ------------- | ------------- | ----------- | ----------- | ------ |
| Agni Charalambous | Salto em altura | 1.80          | =33º          | Não avançou | Não avançou | [ 11 ] |

### Natação
Masculino
| Atleta                      | Evento       | Eliminatórias | Eliminatórias | Semifinal   | Semifinal   | Final       | Final       | Ref.   |
| Atleta                      | Evento       | Tempo         | Pos.          | Tempo       | Pos.        | Tempo       | Pos.        | Ref.   |
| --------------------------- | ------------ | ------------- | ------------- | ----------- | ----------- | ----------- | ----------- | ------ |
| Stavros Michaelides         | 50 m livre   | 23.05         | 27º           | Não avançou | Não avançou | Não avançou | Não avançou | [ 12 ] |
| Chrysanthos Papachrysanthou | 100 m livre  | 52.82         | 57º           | Não avançou | Não avançou | Não avançou | Não avançou | [ 13 ] |
| Alexandros Aresti           | 200 m livre  | 1:57.54       | 49º           | Não avançou | Não avançou | Não avançou | Não avançou | [ 14 ] |
| Georgios Dimitriadis        | 200 m medley | 2:12.76       | 53º           | Não avançou | Não avançou | Não avançou | Não avançou | [ 15 ] |

Feminino
| Atleta             | Evento          | Eliminatórias | Eliminatórias | Semifinal   | Semifinal   | Final       | Final       | Ref.   |
| Atleta             | Evento          | Tempo         | Pos.          | Tempo       | Pos.        | Tempo       | Pos.        | Ref.   |
| ------------------ | --------------- | ------------- | ------------- | ----------- | ----------- | ----------- | ----------- | ------ |
| Anna Stylianou     | 100 m livre     | 59.08         | 44º           | Não avançou | Não avançou | Não avançou | Não avançou | [ 16 ] |
| Maria Papadopoulou | 100 m borboleta | 1:01.64       | 32º           | Não avançou | Não avançou | Não avançou | Não avançou | [ 17 ] |
| Natalia Roubina    | 200 m borboleta | 2:17.01       | 30º           | Não avançou | Não avançou | Não avançou | Não avançou | [ 18 ] |

### Tiro
Masculino
| Atleta             | Evento | Eliminatórias | Eliminatórias | Final       | Final       | Ref.   |
| Atleta             | Evento | Pontos        | Pos.          | Pontos      | Pos.        | Ref.   |
| ------------------ | ------ | ------------- | ------------- | ----------- | ----------- | ------ |
| Antonakis Andreou  | Skeet  | 122 (7 SO)    | 8º            | Não avançou | Não avançou | [ 19 ] |
| Georgios Achilleos | Skeet  | 119           | =23º          | Não avançou | Não avançou | [ 19 ] |

Feminino
| Atleta         | Evento | Eliminatórias | Eliminatórias | Final       | Final       | Ref.   |
| Atleta         | Evento | Pontos        | Pos.          | Pontos      | Pos.        | Ref.   |
| -------------- | ------ | ------------- | ------------- | ----------- | ----------- | ------ |
| Sophia Miaouli | Skeet  | 69            | =9º           | Não avançou | Não avançou | [ 20 ] |

### Vela
Masculino
| Atleta           | Evento  | Regatas | Regatas | Regatas | Regatas | Regatas | Regatas | Regatas | Regatas | Regatas | Regatas | Regatas | Pontos | Pos. | Ref.   |
| Atleta           | Evento  | 1       | 2       | 3       | 4       | 5       | 6       | 7       | 8       | 9       | 10      | M       | Pontos | Pos. | Ref.   |
| ---------------- | ------- | ------- | ------- | ------- | ------- | ------- | ------- | ------- | ------- | ------- | ------- | ------- | ------ | ---- | ------ |
| Dimitrios Lappas | Mistral | 28      | 16      | 20      | 32      | 27      | 33      | 31      | 29      | 30      | 19      | 13      | 213    | 30º  | [ 21 ] |

Aberto
| Atleta               | Evento | Regatas | Regatas | Regatas | Regatas | Regatas | Regatas | Regatas | Regatas | Regatas | Regatas | Regatas | Pontos | Pos. | Ref.   |
| Atleta               | Evento | 1       | 2       | 3       | 4       | 5       | 6       | 7       | 8       | 9       | 10      | M       | Pontos | Pos. | Ref.   |
| -------------------- | ------ | ------- | ------- | ------- | ------- | ------- | ------- | ------- | ------- | ------- | ------- | ------- | ------ | ---- | ------ |
| Aimilios Oikonomidis | Laser  | 39      | 39      | 17      | 40      | 33      | 40      | 34      | 37      | 34      | 33      | 39      | 305    | 40º  | [ 22 ] |

Legenda
| Recorde mundial      | Recorde mundial (World record)               |                       | Recorde africano                      | Recorde africano (African) |                                           | Q | Classificado por posição (Qualified) |
| Recorde olímpico     | Recorde olímpico (Olympic record)            | Recorde da América    | Recorde da América (Americas)         | q                          | Classificado por melhor tempo (Qualified) |   |                                      |
| Melhor marca do ano  | Melhor marca do ano (World leading)          | Recorde asiático      | Recorde asiático (Asian)              | DNS                        | Não largou (Did not start)                |   |                                      |
| Recorde nacional     | Recorde nacional (National record)           | Recorde europeu       | Recorde europeu (European)            | DNF                        | Não terminou (Did not finish)             |   |                                      |
| Recorde pessoal      | Recorde pessoal do atleta (Personal best)    | Recorde da Oceania    | Recorde da Oceania (Oceania)          | DSQ / DQ                   | Desclassificado (Disqualified)            |   |                                      |
| Recorde da temporada | Recorde da temporada do atleta (Season best) | Recorde sul-americano | Recorde sul-americano (South America) | NM                         | Sem marca (No mark)                       |   |                                      |

| M   | Regata da Medalha da qual só participam os dez primeiros colocados das regatas anteriores  |  |  | CAN | Regata cancelada |
| BFD | Desclassificado por bandeira preta (Black Flag Disqualified)                               |  |  |     |                  |
| UFD | Desclassificado por bandeira "U" (U Flag Disqualified)                                     |  |  |     |                  |
| OCS | Largada queimada (On the Course Side of the starting line)                                 |  |  |     |                  |
| DNE | Desclassificação sem eliminação (infração a um item do regulamento da prova – Did Not End) |  |  |     |                  |